# Eucèlade (satèl·lit)
Eucèlade, també conegut com a Júpiter XLVII (designació provisional S/2003 J 1), és un satèl·lit irregular retrògrad de Júpiter. Va ser descobert el setembre del 2003 per un equip d'astrònoms de la Universitat de Hawaii liderat per Scott S. Sheppard.
Eucèlade té uns 4 quilòmetres de diàmetre i orbita Júpiter en una distància mitjana de 23.484 Mm en 735,200 dies, amb una inclinació mitjana de 164° respecte a l'eclíptica (165° respecte a l'equador de Júpiter), en direcció retrògrada i amb una excentricitat orbital mitjana de 0,2829.
Va ser anomenat el març del 2005 en honor del personatge mitològic d'Eucèlade, descrit per alguns autors grecs com una de les muses i, per tant, filla de Zeus (Júpiter).
Pertany al grup de Carme, compost per llunes irregulars i retrògrades que orbiten Júpiter en una distància d'entre 23 i 24 Gm amb una inclinació d'uns 165º.